# Classe Kaliningradneft'
La Classe Kaliningradneft'  est une classe de navire ravitailleur pétrolier de la marine russe. Ils sont dérivé de navire ravitailleurs pour les navires de pêche. Ils ont une capacité de 5 400tonnes de carburant.

## Bâtiments
Composée à l'origine de deux unités toutes deux armées en 1982, il n'en subsiste plus qu'une dans la marine russe:
- Vaizma, (ex-Katun) entrée en service en 1983 dans la Flotte du Nord.

- Argun, a été vendue à des privés en 1996.